# Tico-tico
O tico-tico (Zonotrichia capensis) é uma ave da ordem Passeriformes, família Passerellidae. Distingue-se pela sua coloração rajada de marrom, negro e cinza e pelo seu topete. Tem uma larga área de ocorrência nas Américas que vai da Terra do Fogo até o sul do México, evitando florestas densas. No Brasil também é conhecido como maria-judia, salta-caminho e jesus-meu-deus.

## Descrição e taxonomia
É um pequeno pássaro com 14 a 15 cm de comprimento. Tem um bico curto e cônico, e a cabeça se distingue por apresentar um pequeno topete e diversas listras negras contra um fundo acinzentado. O pescoço é contornado por uma faixa marrom-avermelhada que desce para a frente até a altura do peito. O dorso é rajado de marrom-avermelhado e negro. O ventre é acinzentado, com o papo mais claro. As asas apresentam duas linhas esbranquiçadas pouco visíveis. Os jovens têm uma coloração mais apagada e os padrões cromáticos menos distintos. Não há dimorfismo sexual evidente, mas as fêmeas costumam ser um pouco menores que os machos. As suas subespécies apresentam variações que podem ser significativas, especialmente nas faixas da cabeça e pescoço e no tom das cores. As populações mais ao sul e as que habitam altitudes mais elevadas tendem a possuir asas mais pontudas e menos arredondadas. Todas essas diferenças são evidentes em seus extremos, mas se diluem num continuum gradual entre as subespécies que habitam áreas vizinhas.
Foi descrito pela primeira vez como Fringilla capensis por Statius Müller em 1776. Frank Chapman acredita que a espécie tenha se originado na América do Norte e sido forçada a migrar para o sul durante as glaciações. Apontou como evidência a relativamente escassa distinção entre as atuais subespécies, o que indicaria uma penetração recente na América do Sul.
O Avibase indica a existência de 24 subespécies: Z. capensis antillarum, Z. capensis antofagastae, Z. capensis arenalensis, Z. capensis australis, Z. capensis bonnetiana, Z. capensis capensis, Z. capensis carabayae, Z. capensis chilensis, Z. capensis choraules, Z. capensis costaricensis, Z. capensis huancabambae, Z. capensis hypoleuca, Z. capensis illescasensis, Z. capensis inaccessibilis, Z. capensis insularis, Z. capensis macconnelli, Z. capensis markli, Z. capensis matutina, Z. capensis mellea, Z. capensis novaesi, Z. capensis orestera, Z. capensis perezchinchillae e Z. capensis perezchinchillorum. Mas sua taxonomia ainda é debatida. O ITIS dá uma outra lista: rejeita mellea, orestera e perezchinchillae, e acrescenta Z. capensis peruviensis, Z. capensis pulacayensis, Z. capensis roraimae, Z. capensis sanborni, Z. capensis septentrionalis, Z. capensis subtorquata Z. capensis tocantinsi e Z. capensis venezuelae. Outras autoridades dão diferentes listagens.

## Ocorrência e conservação

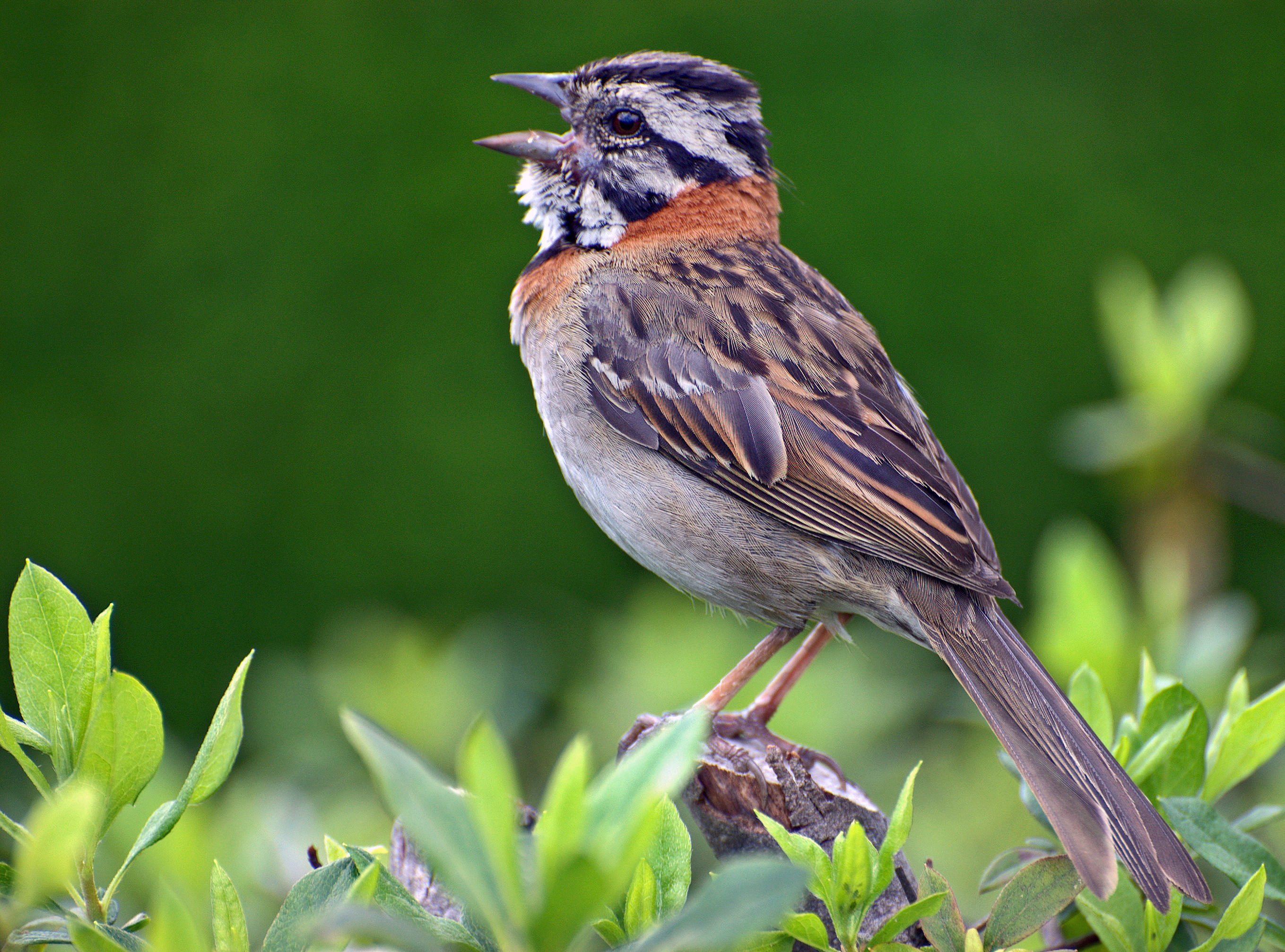
Tico-tico no Parque da Independência, em São Paulo.

Está presente em grande parte da América do Sul desde a Terra do Fogo, seguindo para o norte em ilhas de ocorrência até o México e ilhas do Caribe, em áreas que vão do nível do mar até 4.500m de atitude. Habita campos, savanas, matas abertas e beiras de lavouras, tolerando diversos tipos de clima. Também habita zonas urbanas com baixa intensidade de atividade humana. Sua abundância é afetada negativamente com o incremento da urbanização, portanto é a intensa urbanização que o expulsa dessas áreas e não a presença do pardal como afirma a opinião popular. É mais numeroso na metade sul da América do Sul. Não ocorre comumente em florestas densas, como as da Bacia Amazônica e da Bacia do Orinoco. Usualmente é uma espécie residente, mas as populações do sul da Patagônia até o sul do rio Negro são migrantes.
Os países nativos do tico-tico são: Argentina, Aruba, Bolívia, Antilhas Neerlandesas, Brasil, Chile, Colômbia, Costa Rica, República Dominicana, Equador, El Salvador, Guiana Francesa, Guatemala, Guiana, Haiti, Honduras, México, Panamá, Paraguai, Peru, Suriname, Uruguai e Venezuela. Nas Ilhas Malvinas é visitante ocasional.
Devido à sua larga área de ocorrência e sua população grande e aparentemente estável, foi classificado como espécie em condição pouco preocupante na Lista Vermelha da IUCN. A população global não foi quantificada exatamente, mas estima-se que possa chegar a 50 milhões de indivíduos.

## Biologia

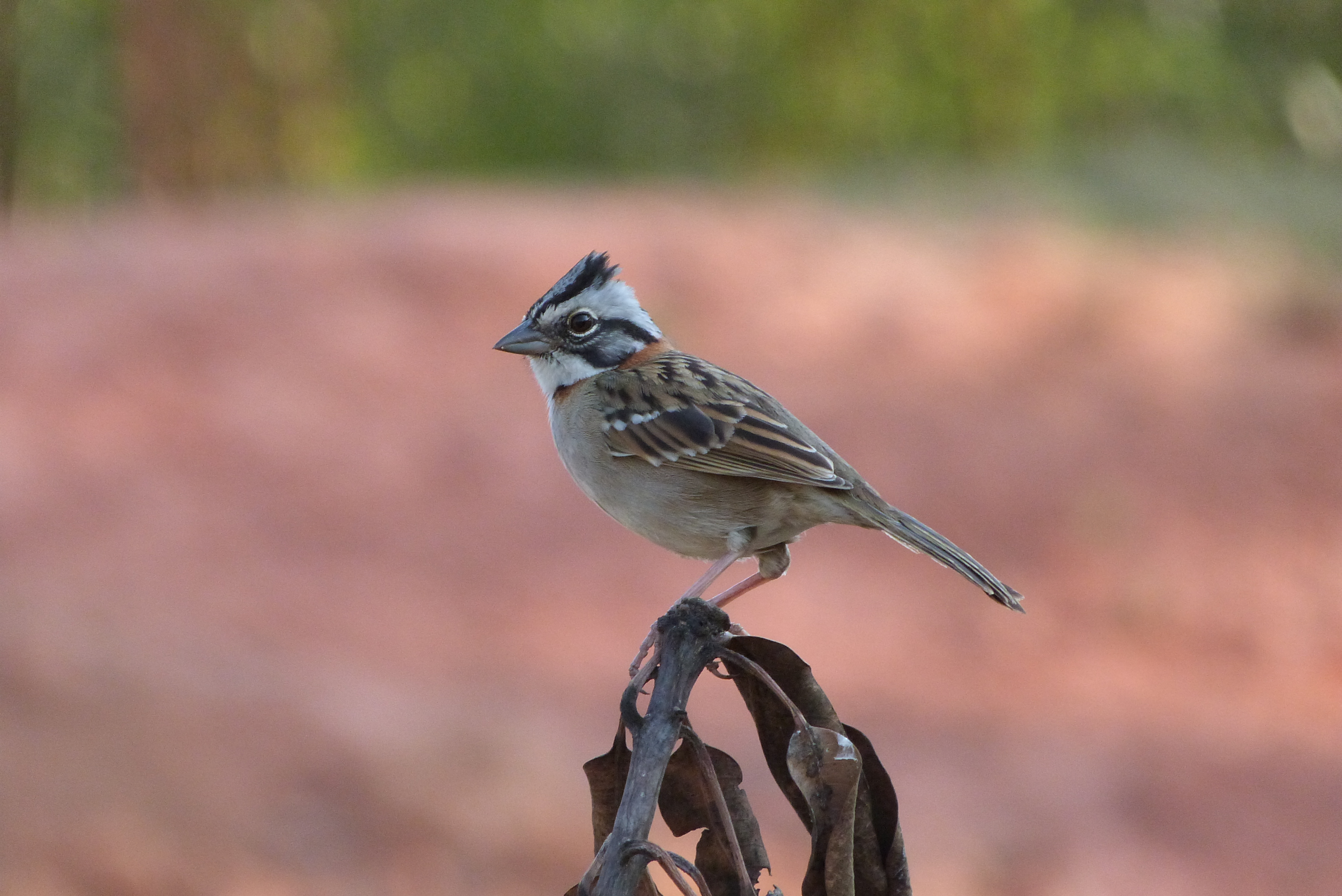
Zonotrichia capensis

Alimenta-se de principalmente de grãos, mas pode ingerir também frutos, forrageando no solo ou perto de arbustos e macegas que lhe oferecem proteção. Quando não está forrageando, pode se reunir em grandes bandos que podem incluir outras espécies de aves. Quando em cidades, tende a se alimentar de restos de comida humana, o que pode fazê-lo desenvolver doenças, como excesso de colesterol e glicose no sangue.
Seu canto é conhecido popularmente pela sua melodiosidade, com uma ou duas notas longas e ornamentadas com trinados variáveis. As diferentes populações podem emitir vocalizações bem caracterizadas, formando dialetos reconhecíveis.
É uma ave fértil e adaptável. Como habita uma região vasta, seus hábitos de nidificação variam conforme o clima, em geral fazendo a postura em associação com a estação chuvosa, mas conforme as características da região pode nidificar em qualquer parte do ano. O ninho tem forma de taça, construído com folhas e fibras vegetais, diretamente no chão, ou em moitas baixas. Põe de 3 a 5 ovos claros com muitas pintas escuras.

## Importância cultural
O tico-tico se tornou um pássaro estimado em muitas regiões, tanto por seu canto como pela sua familiaridade com os humanos, podendo conviver em áreas urbanas e perto de habitações rurais. Os indígenas americanos também o apreciavam. Várias lendas se formaram a seu respeito. Diz o escritor argentino Félix Coluccio que o tico-tico se identifica com o gaúcho guitarreiro e vagabundo das grandes planícies: "Crioulo como nenhum outro pássaro, fizeram-no símbolo de uma tradição que desapareceu, o que não é exato. Mas assim como esta tradição, o tico-tico permanece impávido nos campos e nas quintas suburbanas". No Brasil foi tema de um conhecidíssimo choro, Tico-tico no Fubá, composto por Zequinha de Abreu como música instrumental, mas que depois recebeu letra de Aloísio de Oliveira. Foi gravado entre outros por Carmen Miranda, e entre 1942 e 1946 foi usado como trilha sonora em pelo menos seis filmes de Hollywood.